# Памятник Якубу Коласу
Памятник Якубу Коласу — памятник в честь народного поэта Беларуси Якуба Коласа (Минск).

## История
22 октября 1972 года (в ознаменование 90-летия со дня рождения) на центральной части площади Якуба Коласа были установлены скульптуры писателя и героев его произведений.

## Описание
Неподалёку от самого сердца Минска располагается площадь, носившая когда-то название Комаровской. Когда-то на этом месте находилась развилка двух дорог, одна из которых вела в направлении Полоцка, а вторая — в сторону Москвы. Спустя время площадь была переименована и стала носить имя великого литератора — Якуба Коласа. Спустя 16 лет на ней был установлен памятник самому писателю.
Памятник Якуба Коласа был установлен в годовщину его 90-летия. Пространственная композиция монумента состоит из трёх скульптурных групп. В центре сидит всенародно любимый белорусский поэт Якуб Колас. Он изображён в задумчивости, подперев голову рукой, а на плечо накинуто пальто. Некоторые считают его слишком большим, так как высота фигуры восемь метров. С двух сторон от главного памятника воплощены его литературные герои: Дед Талаш и Сымон Музыка. Монумент расположен в небольшом сквере, засаженном стройными белыми берёзками и голубыми елями, благодаря чему он великолепно смотрится в любое время года. По бокам расположены небольшие фонтаны, стилизованные под ржаной колос. Здесь собирается и отдыхает молодёжь, фотографируются гости города. Над композицией работал скульптор СССР Азгур Заир Исаакович.

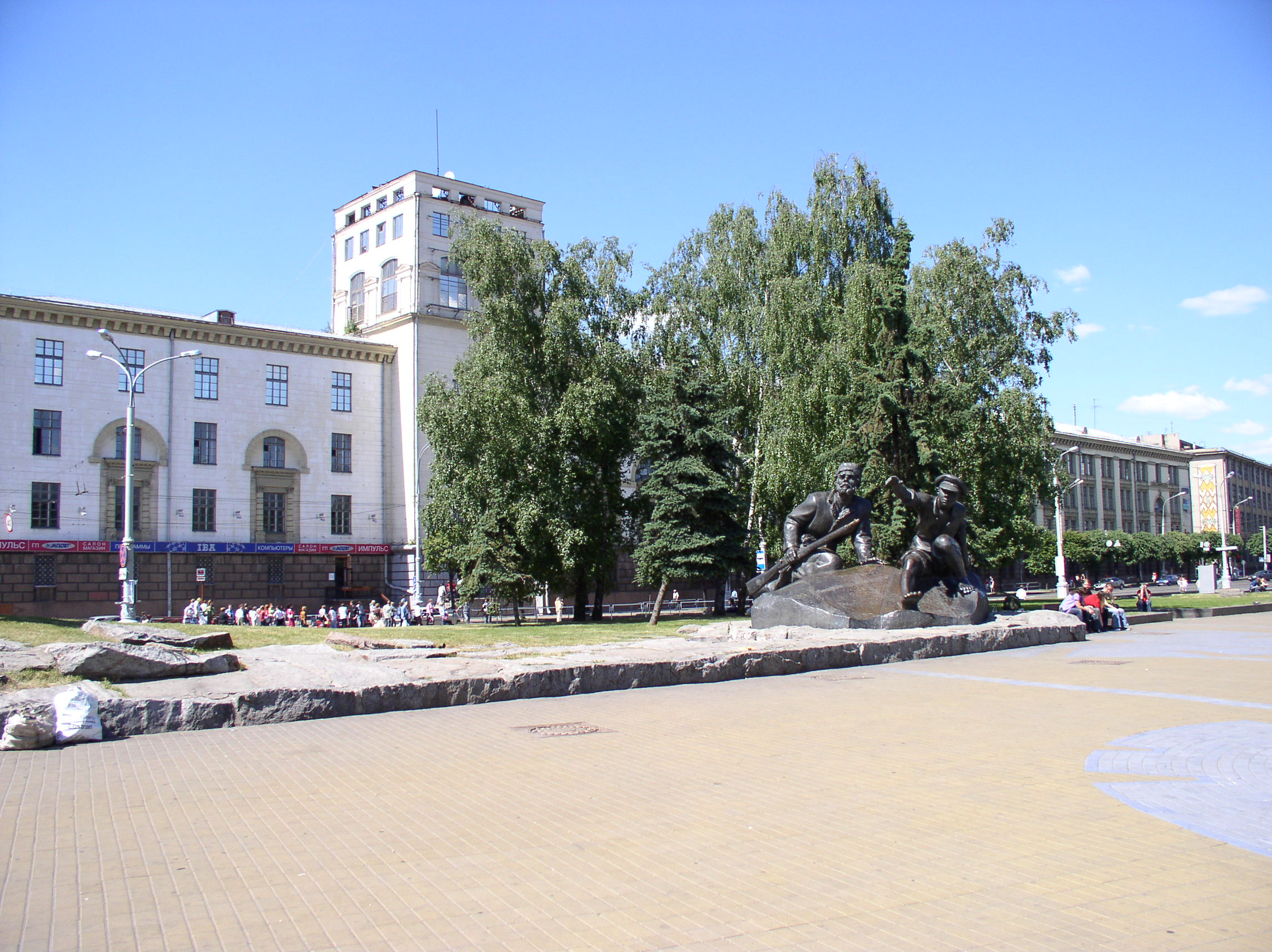

## Авторы ансамбля
- Скульптор — Азгур З.
- Архитекторы:
  - Градов Ю.
  - Заборский Г.
  - Левин Л.